# Frédérick De Grandpré
Pour les articles homonymes, voir De Grandpré.
Frédérick De Grandpré est un acteur et chanteur québécois né le 18 mai 1972 à Saint-Nicolas (aujourd'hui Ville de Lévis) au Québec (Canada).

## Biographie
Depuis sa sortie de l’école Nationale de théâtre en 1996, Frédérick De Grandpré connaît une belle carrière au théâtre, au cinéma, mais aussi à la télévision. Les plus récentes apparitions de Frédérick au théâtre datent de 1997 pour la pièce Lucrèce Borgia, mise en scène de Claude Poissant, et Le Misanthrope, mise en scène par René Richard Cyr.
Au cinéma, Frédérick participe à de nombreuses productions telles que Le Piège d'Issoudun de Micheline Lanctôt en 2002, Nez rouge d’Érik Canuel en 2003, Le Bonheur c'est une chanson triste de François Delisle en 2004 et le court métrage Hero by Nature de Roger Cantin en 2005.
La télévision donne une nouvelle dimension à la carrière de Frédérick De Grandpré. Il incarne successivement les personnages de Guy Marchand dans la mini-série Quadra de Jean-Claude Lord en 1999 ; Louis Forget dans la série télévisée L’Or de Jean-Claude Lord en 2001 ; Paul Vaillancourt dans Asbestos d’André Melançon en 2001 ; Mario Doyle dans Fortier III de François Gingras en 2001 ; Michel Dumont dans Jean Duceppe de Robert Ménard en 2001 ; Pierre Vallières dans Chartrand et Simonne d’Alain Chartrand en 2002 ; François Sinclaire dans Tribu.com de François Bouvier en 2002-2003 ; « Morceau » dans le téléroman Virginie en 2002-2003 ; le détective Charron dans Lance et compte de Jean-Claude Lord en 2003 et enfin Mac Cloutier dans Le Négociateur saison 1 et 2.
Outre sa carrière d’acteur, Frédérick entretient une autre passion : la musique. En décembre 2004, il sort son premier album « Un martini pour Noël », récompensé au gala de l’ADISQ en 2005 au titre de « meilleur album jazz de l’année ». Cet album a connu un joli succès et s’est vendu à plus de 35 000 exemplaires. En janvier 2005, il fait la première partie du spectacle de Pat Boone’s à la salle Wilfrid-Pelletier de la Place des Arts et au Capitol de Québec. Il renouvelle l’expérience un an plus tard, en janvier 2006, en ouverture du spectacle du Tommy Dorsey Orchestra. Frédérick De Grandpré a aujourd’hui enregistré son nouvel album, sorti le 24 octobre 2006 chez EDC Musique. À la façon d’un crooner, il revisite certaines des plus belles chansons du répertoire francophone des 30 dernières années dans un univers swing et jazzy où les cordes, les cuivres et les orchestrations big band ont la part belle.
En 2010 et 2011, il incarne Danny aux côtés de Judith Bérard dans la version québécoise de la comédie musicale juke-box Je m'voyais déjà de Laurent Ruquier et Alain Sachs,,. Un CD en est extrait.

## Filmographie
- 2000 : Quadra (série télévisée) : Guy
- 2001 : Fortier (série   TV) : Mario Doyle
- 2001 : L'Or (série télévisée) : Louis Forget
- 2003 : Nez rouge : Julien
- 2003 : Le Piège d'Issoudun : Laurier
- 2004 : Le bonheur c'est une chanson triste : Pascal
- 2005 : Le Négociateur (série télévisée) : Michel-André "Mac" Cloutier
- 2005 : Hero by Nature : Roger Martin
- 2005 : Félix Leclerc : Guy Mauffette
- 2010 : Source Code : Sean Fentress
- 2013 : Mémoires vives : Christian Landrie
- 2014 : Les Jeunes Loups : Serge Mercier
- 2020-2021 : District 31 : Francis Garand

## Discographie
- 2004 : Un martini pour Noël (Disques Passeport)
- 2006 : Frédérick De Grandpré (EDC Musique)

## Anecdotes
Il personnifie en partie Sam Fisher dans le jeu d'Ubisoft Splinter Cell 5.